# Гегелашвили, Елена Самсоновна
Елена Самсоновна Гегелашвили (1926 год, Гори, ССР Грузия) — бригадир бригады съёмщиц прядильного цеха Горийского хлопчатобумажного комбината Совнархоза Грузинской ССР. Герой Социалистического Труда (1960).

## Биография
Окончила среднюю школу в Гори. С 1947 года трудилась на строительстве Горийского хлопчатобумажного комбината. С начала 1950-х годов — съёмщица пряжи на этом же комбинате. В последующем возглавила бригаду съёмщиц, которая участвовала в стахановском движении прядильщиц, которое инициировала Валентина Ивановна Гаганова. Это движение получило неофициальное наименование по фамилии её основательницы («гагановское движение»). Елена Гегелашвили стала одной из продолжательницей этого движения в Грузинской ССР.
Бригада Елены Гегелашвили ежегодно показывала высокие трудовые результаты, досрочно выполняя принятые социалистические обязательства и плановые производственные задания. Указом Президиума Верховного Совета СССР от 7 марта 1960 года удостоена звания Героя Социалистического Труда «в ознаменование 50-летия Международного женского дня, за выдающиеся достижения в труде и особо плодотворную общественную деятельность» со вручением ордена Ленина и золотой медали «Серп и Молот» (№ 8144).
После выхода на пенсию проживала в Гори.